# Ramadan Abdel Mansour
Ramadan Abdel Mansour (Tanta, 1980 – 16 dicembre 2010) è stato un serial killer egiziano.
Noto anche come "al-Tourbini", che significa letteralmente "Treno Espresso", per la modalità con cui operava, era un killer che stuprò e uccise almeno 32 bambini di età compresa tra 10 e 14 anni.

## Biografia[1]

### Infanzia
Nato nel 1980 a Tanta, visse fin da subito un'infanzia molto travagliata, tra le violenze fisiche della madre e le molestie sessuali da parte del padre. Ciò lo portò, in giovane età, a scappare di casa per diventare un gangster di strada. Degli altri gangster gli insegnarono dei trucchi per sopravvivere; se sbagliava, lo ferivano con dei rasoi.
All'età di 17 anni fu aggredito, sodomizzato e derubato da un bullo che lo gettò dal tettuccio di un treno: ciò gli causò la perdita dell'uso di una mano, gravi lesioni ad un occhio e dei seri danni psicologici, probabilmente la causa della sua pazzia e sociopatia.

### Gli omicidi
Le uccisioni che Ramadan commise durarono sette anni: partirono dal 1999, quando egli aveva 19 anni, per poi culminare nel 2006, anno in cui egli fu arrestato.
Una delle 32 vittime accertate di Ramadan, un dodicenne di nome Ahmed Nagui, l'aveva denunciato alla polizia dopo che l'uomo l'aveva stuprato.
Mansour venne perciò arrestato, per poi tuttavia essere rilasciato subito per presunta mancanza di prove. Con estrema sete di vendetta, l'uomo si mise alla ricerca di Ahmed per fargliela pagare: lo trovò nel giardino della sua scuola mentre faceva l'intervallo, scavalcò le ringhiere del giardino, sequestrò Ahmed senza farsi notare e, in un vicolo accanto alla scuola, lo stuprò nuovamente e questa volta lo uccise.
In seguito ad Ahmed, altri 15 corpi, tutti di bambini di sesso maschile di età compresa tra i 10 e i 14 anni, vennero recuperati, nudi e con chiari segni di violenza e tortura.

### Il processo e la condanna a morte
Arrestato verso la fine del 2006, dopo che dei suoi complici vennero catturati, confessò di avere commesso i delitti perché posseduto da un Jinn (uno spirito maligno della religione preislamica) di sesso femminile.
Processati nel 2007 nel tribunale penale di Tanta, Mansour e un suo complice, Samir Farag “Hanata” Mahmoud, membro della medesima gang a cui era appartenuto Mansour in adolescenza, ebbero immediatamente la condanna a morte, assegnata il 23 maggio 2007. Così, il 16 dicembre 2010, Ramadan venne giustiziato tramite impiccagione nella prigione di Burj Al Arab, assieme al complice.

## Commercializzazione del nome
Dopo l'arresto il suo nome fu in alcuni casi commercializzato: ad esempio a Tanta iniziò a circolare l'"al-Tourbini sandwich", oppure alcuni guidatori di tuk-tuk chiamarono il loro veicolo “al-Tourbini”.

## Modus operandi
Ramadan era solito uccidere le sue vittime seppellendole vive, gettandole nel Nilo legate a dei pesi o buttandole nude dai tetti dei treni, esattamente come successe a lui stesso da adolescente, dopo averle stuprate e torturate. Poche vittime riuscirono a sopravvivere alle cadute dai treni in corsa dai quali venivano fatti precipitare.
Il killer era inoltre solito spostarsi tra Il Cairo e Alessandria con l'ausilio dei treni; preferiva operare a Il Cairo, perché a dir suo in tale città vi era meno presenza di poliziotti. Le zone colpite furono infatti Il Cairo, Alessandria d'Egitto, Qalyoubeya e Beni Sueif.